# Список пищевых добавок E900 — E999

## E900-E999
Пищевые добавки. Группа: Прочие.

| Индекс | Название вещества                                             | Английское название                                                                       | Технологические функции                                                                        |
| ------ | ------------------------------------------------------------- | ----------------------------------------------------------------------------------------- | ---------------------------------------------------------------------------------------------- |
| E900   | Полидиметилсилоксан                                           | Polydimethylsiloxane                                                                      | пеногаситель; эмульгатор; добавка, препятствующая слёживанию и комкованию                      |
| E901   | Воск пчелиный, белый и желтый                                 | Beeswax, white and yellow                                                                 | глазирователь; разделитель                                                                     |
| E902   | Воск свечной                                                  | Candelilla wax                                                                            | глазирователь                                                                                  |
| E903   | Воск карнаубский                                              | Carnauba wax                                                                              | глазирователь                                                                                  |
| E904   | Шеллак                                                        | Shellac                                                                                   | глазирователь                                                                                  |
| E905   | Парафины                                                      | Paraffins                                                                                 |                                                                                                |
| E905a  | Минеральное масло «пищевое»                                   | Mineral oil                                                                               | глазирователь; разделитель; герметик                                                           |
| E905b  | Вазелин                                                       | Petroleum jelly (petrolatum, soft paraffin)                                               | глазирователь; разделитель; герметик                                                           |
| E905c  | Парафин: 1. Микрокристаллический «воск» 2. Парафиновый «воск» | Paraffin (petroleum wax): 1. Microcrystalline wax 2. Paraffin wax                         | глазирователь; разделитель; герметик                                                           |
| E905d  | Минеральное масло (высокой вязкости)                          | Mineral oil (high viscosity)                                                              | глазирователь                                                                                  |
| E905e  | Минеральное масло (средней и низкой вязкости, класс I)        | Mineral oil (medium and low viscosity, class I)                                           | глазирователь                                                                                  |
| E906   | Бензойная смола                                               | Benzoin resin (styrax resin, gum benzoic)                                                 | глазирователь                                                                                  |
| E907   | Поли-1-децен гидрогенизированный                              | Hydrogenated poly-1-decene                                                                | глазирователь                                                                                  |
| E908   | Воск рисовых отрубей                                          | Rice bran wax                                                                             | глазирователь                                                                                  |
| E909   | Спермацетовый воск (спермацет)                                | Spermaceti (spermaceti wax)                                                               | глазирователь                                                                                  |
| E910   | Восковые эфиры                                                | Wax esters                                                                                | глазирователь                                                                                  |
| E911   | Метиловые эфиры жирных кислот                                 | Methyl esters of fatty acids                                                              | глазирователь                                                                                  |
| E912   | Монтановой (октакозановой) кислоты эфиры                      | Montanic acid esters                                                                      | глазирователь                                                                                  |
| E913   | Ланолин                                                       | Lanolin                                                                                   | глазирователь                                                                                  |
| E914   | Окисленный полиэтиленовый воск                                | Oxidized polyethylene wax                                                                 | глазирователь                                                                                  |
| E915   | Эфиры канифоли                                                | Esters of colophony                                                                       | глазирователь                                                                                  |
| E916   | Кальция иодат                                                 | Calcium iodate                                                                            |                                                                                                |
| E917   | Калия иодат                                                   | Potassium iodate                                                                          |                                                                                                |
| E918   | Оксиды азота                                                  | Nitrogen oxides                                                                           |                                                                                                |
| E919   | Нитрозил хлорид                                               | Nitrosyl chloride                                                                         |                                                                                                |
| E920   | Цистеин, L- и его гидрохлориды — натриевая и калиевая соли    | L-cysteine and its hydrochlorides — sodium and potassium salts                            | улучшители муки и хлеба                                                                        |
| E921   | Цистин, L- и его гидрохлориды — натриевая и калиевая соли     | L-cystine, and its hydrochlorides — sodium and potassium salts                            | улучшители муки и хлеба                                                                        |
| E922   | Персульфат калия                                              | Potassium persulfate                                                                      | улучшитель                                                                                     |
| E923   | Персульфат аммония                                            | Ammonium persulfate                                                                       | улучшитель                                                                                     |
| E924   | Бромат калия                                                  | Potassium bromate                                                                         |                                                                                                |
| E924b  | Бромат кальция                                                | Calcium bromate                                                                           |                                                                                                |
| E925   | Хлор                                                          | Chlorine                                                                                  |                                                                                                |
| E926   | Диоксид хлора                                                 | Chlorine dioxide                                                                          |                                                                                                |
| E927a  | Азодикарбонамид                                               | Azodicarbonamide                                                                          | улучшитель муки и хлеба                                                                        |
| E927b  | Карбамид (мочевина)                                           | Carbamide (urea)                                                                          | текстуратор                                                                                    |
| E928   | Пероксид бензоила                                             | Benzoyl peroxide                                                                          | улучшитель муки и хлеба; консервант                                                            |
| E929   | Пероксид ацетона                                              | Acetone peroxide                                                                          | улучшитель (отбеливатель) муки                                                                 |
| E930   | Пероксид кальция                                              | Calcium peroxide                                                                          | улучшитель муки и хлеба                                                                        |
| E938   | Аргон                                                         | Argon                                                                                     | пропеллент; упаковочный газ                                                                    |
| E939   | Гелий                                                         | Helium                                                                                    | пропеллент; упаковочный газ                                                                    |
| E940   | Дихлордифторметан, хладон‑12, фреон‑12                        | Dichlorodifluoromethane, Freon‑12                                                         | пропеллент; хладагент                                                                          |
| E941   | Азот                                                          | Nitrogen                                                                                  | газовая среда для упаковки и хранения; хладагент                                               |
| E942   | Закись азота                                                  | Nitrous oxide                                                                             | пропеллент; упаковочный газ                                                                    |
| E943a  | Бутан                                                         | Butane                                                                                    | пропеллент                                                                                     |
| E943b  | Изобутан                                                      | Isobutane                                                                                 | пропеллент                                                                                     |
| E944   | Пропан                                                        | Propane                                                                                   | пропеллент                                                                                     |
| E945   | Хлоропентафторэтан                                            | Chloropentafluoroethane                                                                   | пропеллент                                                                                     |
| E946   | Октафторциклобутан                                            | Octafluorocyclobutane                                                                     | пропеллент                                                                                     |
| E948   | Кислород                                                      | Oxygen                                                                                    | пропеллент; упаковочный газ                                                                    |
| E949   | Водород                                                       | Hydrogen                                                                                  | пропеллент                                                                                     |
| E950   | Ацесульфам калия                                              | Acesulfame potassium                                                                      | подсластитель                                                                                  |
| E951   | Аспартам                                                      | Aspartame                                                                                 | подсластитель; усилитель вкуса и аромата                                                       |
| E952   | Цикламовая кислота и её натриевые и кальциевые соли           | Cyclamic acid and its sodium and calcium salts (also known under a common name Cyclamate) | подсластитель                                                                                  |
| E953   | Изомальт, изомальтит                                          | Isomalt, isomaltitol                                                                      | подсластитель; добавка, препятствующая слёживанию и комкованию; наполнитель; глазирующий агент |
| E954   | Сахарин и его натриевые, калиевые и кальциевые соли           | Saccharin and its sodium, potassium and calcium salts                                     | подсластитель                                                                                  |
| E955   | Сукралоза (трихлоргалактосахароза)                            | Sucralose (trichlorogalactosucrose)                                                       | подсластитель                                                                                  |
| E956   | Алитам                                                        | Alitame                                                                                   | подсластитель                                                                                  |
| E957   | Тауматин                                                      | Thaumatin                                                                                 | подсластитель; усилитель вкуса и аромата                                                       |
| E958   | Глицирризин                                                   | Glycyrrhizin                                                                              | подсластитель; усилитель вкуса и аромата                                                       |
| E959   | Неогесперидин дигидрохалкон                                   | Neohesperidin dihydrochalcone                                                             | подсластитель                                                                                  |
| E960   | Стевиозид                                                     | Stevioside (steviol glycoside)                                                            | подсластитель                                                                                  |
| E961   | Неотам                                                        | Neotame                                                                                   | подсластитель                                                                                  |
| E962   | Аспартам-ацесульфама соль                                     | Aspartame-acesulfame salt                                                                 | подсластитель                                                                                  |
| E965   | Мальтит                                                       | Maltitol                                                                                  | подсластитель; сахарозаменитель                                                                |
| E968   | Эритрит                                                       | Erythritol                                                                                | подсластитель; влагоудерживающий агент; стабилизатор                                           |
| E969   | Адвантам                                                      | Advantame                                                                                 | подсластитель                                                                                  |
| E999   | Экстракт квиллайи                                             | Quillaia (quillaja) extract                                                               | пенообразователь                                                                               |

| Обозначения | | | | | |
| Exxx        | Вещество не входит в список пищевых добавок, разрешённых к применению в пищевой промышленности в Российской Федерации (Приложение 1 к СанПиН 2.3.2.1293-03)                                                             | Вещество не входит в список пищевых добавок, разрешённых к применению в пищевой промышленности в Российской Федерации (Приложение 1 к СанПиН 2.3.2.1293-03)                                                             | Вещество не входит в список пищевых добавок, разрешённых к применению в пищевой промышленности в Российской Федерации (Приложение 1 к СанПиН 2.3.2.1293-03)                                                             | Вещество не входит в список пищевых добавок, разрешённых к применению в пищевой промышленности в Российской Федерации (Приложение 1 к СанПиН 2.3.2.1293-03)                                                             | Вещество не входит в список пищевых добавок, разрешённых к применению в пищевой промышленности в Российской Федерации (Приложение 1 к СанПиН 2.3.2.1293-03)                                                             |
| Exxx        | Вещество входило в список пищевых добавок, допустимых к применению в пищевой промышленности Российской Федерации в период с 2003 года по 1 августа 2008 года (СанПиН 2.3.2.2364-08)                                     | Вещество входило в список пищевых добавок, допустимых к применению в пищевой промышленности Российской Федерации в период с 2003 года по 1 августа 2008 года (СанПиН 2.3.2.2364-08)                                     | Вещество входило в список пищевых добавок, допустимых к применению в пищевой промышленности Российской Федерации в период с 2003 года по 1 августа 2008 года (СанПиН 2.3.2.2364-08)                                     | Вещество входило в список пищевых добавок, допустимых к применению в пищевой промышленности Российской Федерации в период с 2003 года по 1 августа 2008 года (СанПиН 2.3.2.2364-08)                                     | Вещество входило в список пищевых добавок, допустимых к применению в пищевой промышленности Российской Федерации в период с 2003 года по 1 августа 2008 года (СанПиН 2.3.2.2364-08)                                     |
| Exxx        | Вещество входит в список пищевых добавок, допустимых к применению в пищевой промышленности Российской Федерации в качестве вспомогательного средства для производства пищевой продукции (п.2.25.2 СанПиН 2.3.2.1293-03) | Вещество входит в список пищевых добавок, допустимых к применению в пищевой промышленности Российской Федерации в качестве вспомогательного средства для производства пищевой продукции (п.2.25.2 СанПиН 2.3.2.1293-03) | Вещество входит в список пищевых добавок, допустимых к применению в пищевой промышленности Российской Федерации в качестве вспомогательного средства для производства пищевой продукции (п.2.25.2 СанПиН 2.3.2.1293-03) | Вещество входит в список пищевых добавок, допустимых к применению в пищевой промышленности Российской Федерации в качестве вспомогательного средства для производства пищевой продукции (п.2.25.2 СанПиН 2.3.2.1293-03) | Вещество входит в список пищевых добавок, допустимых к применению в пищевой промышленности Российской Федерации в качестве вспомогательного средства для производства пищевой продукции (п.2.25.2 СанПиН 2.3.2.1293-03) |
| Exxx        | Вещество входит в список пищевых добавок, запрещённых к применению в пищевой промышленности других стран, но допустимых в Российской Федерации                                                                          | Вещество входит в список пищевых добавок, запрещённых к применению в пищевой промышленности других стран, но допустимых в Российской Федерации                                                                          | Вещество входит в список пищевых добавок, запрещённых к применению в пищевой промышленности других стран, но допустимых в Российской Федерации                                                                          | Вещество входит в список пищевых добавок, запрещённых к применению в пищевой промышленности других стран, но допустимых в Российской Федерации                                                                          | Вещество входит в список пищевых добавок, запрещённых к применению в пищевой промышленности других стран, но допустимых в Российской Федерации                                                                          |